# John Gilmore (Politiker)
John Gilmore (* 18. Februar 1780 im Somerset County, Pennsylvania; † 11. Mai 1845 in Butler, Pennsylvania) war ein US-amerikanischer Politiker. Zwischen 1829 und 1833 vertrat er den Bundesstaat Pennsylvania im US-Repräsentantenhaus.

## Werdegang
Noch in seinem Geburtsjahr 1780 zog John Gilmore mit seinen Eltern nach Washington (Pennsylvania), wo er später die öffentlichen Schulen besuchte. Nach einem anschließenden Jurastudium und seiner 1801 erfolgten Zulassung als Rechtsanwalt begann er in Washington in diesem Beruf zu arbeiten. Seit 1803 war er in der Stadt Butler ansässig. Im selben Jahr wurde er zum stellvertretenden Staatsanwalt im dortigen Butler County ernannt. Gleichzeitig schlug er eine politische Laufbahn ein. Zwischen 1816 und 1821 saß er als Abgeordneter im Repräsentantenhaus von Pennsylvania, dessen Präsident er im Jahr 1821 war. In den 1820er Jahren schloss er sich der Bewegung um den späteren Präsidenten Andrew Jackson an und wurde Mitglied der von diesem 1828 gegründeten Demokratischen Partei.
Bei den Kongresswahlen des Jahres 1828 wurde Gilmore im 16. Wahlbezirk von Pennsylvania in das US-Repräsentantenhaus in Washington, D.C. gewählt, wo er am 4. März 1829 die Nachfolge von Robert Orr antrat. Nach einer Wiederwahl konnte er bis zum 3. März 1833 zwei Legislaturperioden im Kongress absolvieren. Seit dem Amtsantritt von Präsident Jackson im Jahr 1829 wurde innerhalb und außerhalb des Kongresses heftig über dessen Politik diskutiert. Dabei ging es um die umstrittene Durchsetzung des Indian Removal Act, den Konflikt mit dem Staat South Carolina, der in der Nullifikationskrise gipfelte, und die Bankenpolitik des Präsidenten.
Im Jahr 1841 wurde John Gilmore zum Finanzminister des Staates Pennsylvania gewählt. Er starb am 11. Mai 1845 in Butler, wo er auch beigesetzt wurde. Sein Sohn Alfred (1812–1858) wurde ebenfalls Kongressabgeordneter.